# Demokracja walcząca
Demokracja walcząca (niem. streitbare Demokratie, ang. militant democracy) – koncepcja rządów w demokracji liberalnej opierająca się na tezie, że demokracje winny bronić się przed działaniami antydemokratycznymi używając do tego celu narzędzi i środków przewidzianych w konstytucji, przy jednoczesnym ukonstytuowaniu środków represyjnych skierowanym przeciw pewnym grupom wewnątrz państwa. 
Pojęcie zostało po raz pierwszy użyte w 1937 przez niemieckiego filozofa i prawnika, Karla Loewensteina. Nastąpiło to w latach 30. XX wieku, kiedy to, po wyborach parlamentarnych w roku 1933, w legalny sposób do władzy doszedł w Niemczech Adolf Hitler. Löwenstein, biorąc pod uwagę doświadczenia totalitaryzmów, doszedł do wniosku, że relatywistyczna i proceduralna koncepcja demokracji Hansa Kelsena powinna zostać zmodyfikowana w takim kierunku, aby państwo mogło bronić swych instytucji przed różnego rodzaju zagrożeniami wewnętrznymi. Wskazał przy tej okazji szereg środków represji, czy ograniczenia swobód oraz wolności, które winny zostać zastosowane w przypadku zaistnienia takich zagrożeń. Koncepcja demokracji walczącej była przedmiotem dyskusji naukowców, tak w XX, jak i w XXI wieku. Jej postulaty zakotwiczono w aktach prawnych demokracji zachodnich, głównie europejskich, w szczególności zaś w prawodawstwie Niemieckiej Republiki Federalnej. Po 11 września 2001 (atak na WTC w Nowym Jorku) problematyka implementacji uległa rozszerzeniu na zagrożenia związane z ruchami terrorystycznymi.
Jan-Werner Müller rozumie pojęcie jako „ideę systemu demokratycznego, który jest gotowy przyjąć prewencyjne, na pierwszy rzut oka nieliberalne środki, w celu uniemożliwienia tym, których celem jest obalenie demokracji środkami demokratycznymi, zniszczenie reżimu demokratycznego”. Angela Bourne wskazuje inną definicję pojęcia: „są to prawnie autoryzowane, nadzwyczajne restrykcje określonych praw politycznych, […] prewencyjnie marginalizujące tych, którzy działając w ramach prawa, podważają instytucje demokracji liberalnej”. Svetlana Tyulkina proponuje szerszą definicję, pisząc że demokracja walcząca to „restrykcje praw związanych z uczestnictwem w dyskursie publicznym wobec konkretnych obywateli lub grup, organizacji, wykonywane przez instytucje państwa” (ujęcie Aleksandry Moroszki-Bonkiewicz).
Loewenstein uważał, że należy ukonstytuować środki represyjne skierowane przeciw grupom wewnątrz państwa mogącym zaszkodzić demokracji (głównie ruchom nazistowskim w jego dobie). Należy odmówić tym grupom korzystania z podstawowych praw. Jego zdaniem obrona demokracji wymagała przecięcia linii komunikacyjnych łączących oportunistyczne elity polityczne z niestabilnymi obywatelami, stanowiącymi ich zaplecze wyborcze.
Postulowanymi przez Loewensteina instrumentami obrony demokracji było głównie wprowadzenie do różnego rodzaju aktów prawnych, również ustaw i kodeksu karnego, regulacji przewidujących karalność zachowań określanych jako zagrażające demokracji. Środki, które dopuszcza demokracja walcząca celem wyeliminowania dostrzeżonych przez siebie zagrożeń to m.in.:
- zakaz działalności wywrotowych organizacji,
- zakaz tworzenia organizacji paramilitarnych,
- pozbawienie mandatu zwolenników tych partii, które popierają zmianę formy rządów za pomocą środków niezgodnych z prawem,
- ograniczenia wolności słowa, w tym poprzez penalizację zniesławienia instytucji politycznych, nawoływania do przemocy lub nienawiści względem różnych grup społecznych,
- ograniczanie prawa do zgromadzeń,
- utworzenie policji o charakterze politycznym, której zadaniem jest kontrolowanie ruchów antydemokratycznych i antykonstytucyjnych[2].

Implementacja powyższych instrumentów jest dyskusyjna z punktu widzenia samej teorii demokracji. Z tej przyczyny demokracja walcząca jest poddawana pryncypialnej krytyce, głównie z pozycji braku ogólnej legitymacji co do restrykcji praw i wolności obywatelskich w demokracjach liberalnych. Niemożliwy do oceny jest przede wszystkim element arbitralności demokracji walczącej w sferze oceny tego, kto jest jej wrogiem. Zawodzi ona jako prawomocny środek marginalizacji środowisk „wrogich” i może skutkować arbitralnym, subiektywnym i błędnym potraktowaniem politycznych oponentów, czyniąc z nich „wrogów demokracji”, a co za tym idzie może dojść do instrumentalizacji represji wobec błędnie wskazanych osób i grup.
We wrześniu 2024 premier Polski Donald Tusk zapowiedział, że będzie stosować tę koncepcję w czasie swoich rządów w celu, jego zdaniem, „przywrócenia praworządności w Polsce”.